# قانون اتریش
قانون اتریش به قانونی که در سطح فدرال در اتریش اعمال می‌شود گفته می‌شود. این قانون بر اساس قانون اساسی فدرال ۱۹۲۰ میلادی پایه‌گذاری شده است.

## سیستم قضایی
اتریش در سال ۲۰۰۸ میلادی دارای دادگاه‌های فراوانی بود. از جمله آن می‌توان به ۱۴۱ دادگاه منطقه‌ای (Bezirksgerichte)، ۲۰ دادگاه استانی (Landesgerichte) و چهار دادگاه عالی استانی (Oberlandesgerichte) بود. همچنین یک دادگاه عالی (Oberster Gerichtshof)، دادگاه قانون اساسی (Verfassungsgerichtshof) و همچنین دادگاهی اداری (Verwaltungsgerichtshof) اشاره کرد که برای اداره وجود دارند.

## دسترسی به اطلاعات حقوقی
اطلاعات و داده‌های مربوط به قوانین اتریش با استفاده از سیستم اطلاعات حقوقی جمهوری اتریش یا Rechtsinformationssystem des Bundes برای همگان در دسترس است. 

## حبس ابد
مجازات حبس ابد را می‌توان در مواردی نظیر قتل و سایر جنایاتی که منجر به مرگ شخص می‌شود از جمله نسل کشی، جنایات علیه بشریت و جنایات جنگی،  و همچنین برای جنایات عمده و بزرگ مواد مخدر و اَعمال شدید (دوباره)  مشارکت در فعالیت‌های ناسیونال سوسیالیستی (نازی) با پشتیبانی قانون، صادر و اعمال کرد.
بر اساس قانون، در صورتی که مقامات زندان اطمینان داشته باشند که زندانی دوباره مرتکب جرم نمی‌شود، ممکن است به برخی از زندانیان در اتریش پس از ۱۵ سال حبس، آزادی مشروط نیز اعطا شود. این امر منوط به صلاحدید هیئت دادگاه کیفری و تجدیدنظر احتمالی به دادگاه عالی است. در غیر این صورت، تنها شخص رئیس جمهور می‌تواند پس از پیشنهاد وزیر دادگستری، عفو خود را درباره مجرم صادر کند. در صورت رد درخواست بخشش یا عفو توسط رئیس جمهور، متخلف به حبس مادام‌العمر محکوم می‌شود و بدین ترتیب سال‌های مانده از عمر طبیعی خود را در زندان خواهد گذراند. همچنین بر اساس قانون، زندانیانی که جرم خود را در سنین پایین تر از ۲۱ سال مرتکب شده باشند را نمی‌توان به حبس ابد محکوم کرد. در عوض، مجرمان نوجوان تنها به حداکثر ۲۰ سال حبس محکوم می‌شوند. 

## همچنین ببینید
- دادگاه‌ها در اتریش
- سیاست اتریش

## لینک‌های خارجی
- کتابهای مربوط به سیستم حقوقی اتریش (به آلمانی)

الگو:Austria topics
خطای لوآ در پودمان:World_topic در خط 262: assign to undeclared variable 'noredlinks'.